# Montpeyroux (Puy-de-Dôme)
Montpeyroux é uma comuna francesa na região administrativa de Auvérnia-Ródano-Alpes, no departamento de Puy-de-Dôme. Estende-se por uma área de 3,29 km². Em 2010 a comuna tinha 344 habitantes (densidade: 104,6 hab./km²).
Pertence à rede das As mais belas aldeias de França.